# 台湾越橘
台湾越桔（学名：Vaccinium delavayi sp. merrillianum）为杜鹃花科越桔属下的一个亚种。

## 扩展阅读
- 維基物種上的相關：台湾越桔